# Dominique François Louis Roget de Belloguet
Baron Dominique François Louis Roget de Belloguet (* 30. November 1795 in Bergheim im Elsass; † 3. August 1872 in Nizza) war ein französischer Geschichtsforscher.

## Leben und Werk
Dominique François Louis Roget, Baron de Belloguet war der Sohn von Mansuy Dominique Roget de Belloguet, eines Général de division während des Ersten Kaiserreichs. Frühzeitig trat er in die Armee ein und zeichnete sich als junger Offizier der Kavallerie in den Kämpfen des Jahrs 1814 aus. Mit dem Rang eines Chef d’escadron verließ er 1834 den Kriegsdienst, um sich nach Burgund zurückzuziehen, wo er, im Besitz eines ansehnlichen Vermögens, unabhängig seinen historischen Studien lebte. Später nahm er seinen Wohnsitz in Paris und siedelte von hier seiner Gesundheit wegen nach Nizza über, wo er 1872 im Alter von 76 Jahren starb.
Belloguet zeichnet sich als Historiker ebenso sehr durch gründliche Forschung und kritischen Geist wie durch anziehende Behandlung des Stoffs aus. Seine Forschungen waren zuerst der ältesten Geschichte Burgunds gewidmet, deren Ergebnisse er in der Schrift Questions bourguignonnes, ou Mémoire critique sur l’origine et les migrations des anciens Bourguignons (Dijon 1846) niederlegte. Daran schlossen sich die Carte du premier royaume de Bourgogne (Dijon 1848) und die Origines dijonnaises dégagées des fables et des erreurs qui les ont enveloppées jusqu’à ce jour (Dijon 1851) an. Alle drei Werke wurden mit der goldenen Preismedaille der Académie française gekrönt. Später stellte er sich die Aufgabe, aufgrund der neuesten Forschungen in der Sprachwissenschaft, Ethnologie und Altertumskunde  Fragen bezüglich der antiken Bevölkerung Frankreichs, den Kelten oder Galliern, gründlich und umfassend zu untersuchen.  Das Resultat dieser Studien war die Ethnogénie gauloise, ou Mémoires critiques sur l’origine et la parenté des Cimmériens, des Cimbres, des Ombres, des Belges, des Ligures et des anciens Celtes (4 Bde., Paris 1858–73), worin er nicht nur die Sprache, den Ursprung und die nationale Beschaffenheit der keltischen Volksstämme erörtert, sondern auch über den Volkscharakter, die Religion und das Druidentum, das öffentliche und häusliche Leben, die Industrie und Baukunst, das Kriegswesen, die Schifffahrt und den Handel der alten Gallier ausführlich handelt. Das Werk, das die damalige Kenntnis der keltischen Altertumskunde erweiterte, trug dem Verfasser 1869 den Grand Prix Gobert im Betrag von 10.000 Franken ein.